# 大野智子
大野 智子（おおの ともこ、1974年2月20日 - ）は、福島中央テレビの社員。元アナウンサー。

## 略歴
茨城県古河市出身。共立女子大学卒業。大学在学時には、圭三プロダクションが運営するアナウンススクール・圭三塾に通っていた。
大学を卒業後、1996年に福島中央テレビに入社。同期の中山由佳とともに同局のアナウンサーになる。
後に妊娠。第1子出産を控え、2018年10月から産休および育休を取っていたが、2020年11月に復職した。
2021年7月、別部署へ異動。

## 人物
趣味はサッカー、フットサル、料理。小学校在学時には男子に混じってサッカーをしていた。
福島中央テレビへの入社後に再びサッカーを始めており、過去には社会人女子サッカークラブに所属してプレーに明け暮れていた。フットサルも始めてからは女子フットサルクラブで活動している。
2013年6月9日、福島県サッカー協会の特任理事に選任された。

## 担当番組

### テレビ番組
- こんにちはふくしま
- ゴジてれシャトル
- ネットワーク・7[1]
- 月刊 元気一番"生"テレビ[8]
- ママのぽけっと（2001年10月[9] - ）
- ゴジてれ金曜スタイル - MC（2006年5月 - 2008年3月）
- ズームイン!!SUPER - 福島担当キャスター（2008年6月[10] - 2011年3月）
- ゴジてれ土曜版 - MC（2009年10月 - 2013年3月）
- ゴジてれ×Sun! - MC（2013年4月 - 2015年3月）
- ゴジてれ Chu ! - メインMC
  - 月 - 水曜担当（2013年1月7日 - 2015年3月25日）
  - 月・火曜担当（2015年3月30日 - 2017年9月26日）
  - 金曜担当（2017年10月6日 - 2018年9月28日）
- サッカー中継 - サブアナ[11]
- 中テレニュース

### ラジオ番組
- 中テレディオ - ふくしまFMとのコラボレーション番組。不定期パーソナリティ（2017年7月[12] - 12月）

## 出演作品
- ごくせん THE MOVIE - ビッグパレットふくしまにて撮影が行われ、NNN系列のアナウンサーが出演している[13]。